# Callum Turner
Callum Robilliard Turner (Londra, 15 febbraio 1990) è un attore e modello britannico.
È noto per il suo ruolo di Bill Rohan in Queen and Country, di Eli nella miniserie televisiva di E4 Glue e di Theseus Scamander, il fratello maggiore del protagonista nella serie cinematografica spin-off di Harry Potter, Animali fantastici, a partire dal film Animali fantastici - I crimini di Grindelwald (2018).

## Biografia
Turner è nato il 15 febbraio 1990 ad Hammersmith e cresciuto nell'esclusivo quartiere londinese di Chelsea. 
Il suo secondo nome deriva dal nome di un caro amico di sua madre, il poeta David Robilliard, morto due anni prima della nascita di Turner. In un'intervista al Festival di Cannes 2014, quest'ultimo ha confessato che è stata proprio sua madre a trasmettergli l'amore per il cinema e ad averlo ispirato a diventare un attore.
Turner fa coppia con la cantante Dua Lipa da gennaio 2024.

## Filmografia

### Cinema
- Queen and Country, regia di John Boorman (2014)
- Green Room, regia di Jeremy Saulnier (2015)
- Victor - La storia segreta del dott. Frankenstein (Victor Frankenstein), regia di Paul McGuigan (2015)
- Tramps, regia di Adam Leon (2016)
- Assassin's Creed, regia di Justin Kurzel (2016)
- Writer's Room, regia di Gabriel Henrique Gonzalez (2017)
- Mobile Homes, regia di Vladimir de Fontenay (2017)
- The Only Living Boy in New York, regia di Marc Webb (2017)
- Animali fantastici - I crimini di Grindelwald (Fantastic Beasts: The Crimes of Grindelwald), regia di David Yates (2018)
- Emma., regia di Autumn de Wilde (2020)
- Divine - La fidanzata dell'altro (Der göttliche Andere), regia di Jan Schomburg (2020)
- L'ultima lettera d'amore (The Last Letter from Your Lover), regia di Augustine Frizzell (2021)
- Animali fantastici - I segreti di Silente (Fantastic Beasts: The Secrets of Dumbledore), regia di David Yates (2022)
- Erano ragazzi in barca (The Boys in the Boat), regia di George Clooney (2023)

### Televisione
- Leaving – miniserie TV, 3 puntate (2012)
- The Town – miniserie TV, 2 puntate (2012)
- I Borgia (The Borgias) – serie TV, episodio 3x7 (2013)
- Ripper Street – serie TV, episodio 2x6 (2013)
- Glue – miniserie TV, 8 puntate (2014)
- Guerra e pace (War & Peace) – miniserie TV, 6 puntate (2016)
- The Capture – serie TV, 6 episodi (2019)
- Masters of the Air – miniserie, 9 puntate (2024)

### Cortometraggi
- Think of England (2010)
- Zero (2011)
- Human Beings (2012)
- Alleycats (2013)

## Doppiatori italiani
Nelle versioni in italiano delle opere in cui ha recitato, Callum Turner è stato doppiato da:
- Andrea Mete in Animali fantastici - I crimini di Grindelwald, Animali fantastici - I segreti di Silente, Erano ragazzi in barca
- Omar Vitelli in Green Room
- Davide Perino in Victor - La storia segreta del dott. Frankenstein
- Stefano Crescentini in Guerra e pace
- Manuel Meli in Emma.
- Fabrizio De Flaviis in Divine - La fidanzata dell'altro
- Alessandro Campaiola in L'ultima lettera d'amore
- Luca Mannocci in Masters of the Air